# Mobon
Król Goguryeo Mobon (30 – 53) był piątym królem Goguryeo, największego spośród Trzech Królestw Korei. Panował w latach 48 – 53. Był synem trzeciego króla Daemusina. Tak jak w przypadku innych władców Goguryeo o informacje o jego panowaniu czerpiemy głównie z Samguk Sagi i Samguk Yusa. 

## Pochodzenie
Według Samguk Sagi Hae U był drugim synem króla Daemusina. Jego starszy brat książę Hodong w roku 37 popełnił samobójstwo i Hae U został jedynym następcą. W chwili śmierci ojca w roku 48 Hae U był jednak zbyt młody by wstąpić tron. Królem został jego stryj, Hae Saek-ju, który panował jako Minjung. 

## Panowanie
Samguk Sagi opisuje Mobona jako złego władcę-tyrana. Jego charakter miał być okrutny i kapryśny, co wywoływało nienawiść do niego u zwykłych poddanych. W roku 49 Mobon kilkakrotnie zaatakował Chiny Han. Kampanie te zakończyły się jednak niepowodzeniem i był zmuszony zawrzeć traktat pokojowy. 

## Rodzina
- Ojciec: Daemusin
- Matka: nieznana

- Dzieci:

1. Hae Ik, następca tronu, los nieznany

## Śmierć, dziedzictwo i kontrowersje
Okrucieństwo i kiepska polityka prowadzona przez króla spowodowały, że stał się on obiektem nienawiści na dworze i wśród ludności. W roku 53 został zasztyletowany przez dworskiego urzędnika Duro. Na następcę tronu wyznaczył wcześniej swego syna Hae Ika. Ten jednak nie został dopuszczony do władzy. Korona Goguryeo przeszła wtedy na boczną linię rodu królewskiego, pochodzącą od najmłodszego syna króla Yuriego. Chińska kronika Księga Wei sugeruje natomiast, że po śmierci Mobona jego potomkowie tak długo wymieniali się władzą, aż w końcu zostali od niej odsunięci i zastąpieni przez inną linię królewskiego rodu. Tłumaczy to ponowną zmianę nazwiska dynastii panującej z Hae na Go.